# Якобсен, Фабио
Фабио Якобсен (нидерл. Fabio Jakobsen, род. 31 августа 1996 в Хёкелюме, Нидерланды) — голландский профессиональный шоссейный велогонщик. С 2018 года подписал двухлетний контракт с командой мирового тура «Deceuninck-Quick Step». Двукратный Чемпион Нидерландов среди молодёжи в групповой гонке.
На финише первого этапа Тура Польши 2020 года, Дилан Груневеген толкнул Фабио в препятствия, окружавшие финишную черту, в результате чего Якобсен упал и сильно ударился при падении, оказавшись на некоторое время в состоянии комы, из которой вышел только в больнице.

## Достижения
2015
2-й Чемпионат Нидерландов U23 в групповой гонке
2016
1-й  Чемпионат Нидерландов U23 в групповой гонке
1-й Слаг ом Норг
1-й — Этап 2 ЗЛМ Тур
2017
1-й  Чемпионат Нидерландов U23 в групповой гонке
1-й Тур Северной Голландии
1-й Стер ван Зволле
1-й Эшборн — Франкфурт U23
1-й — Этапы 2 и 3 Олимпия Тур
1-й — Этап 2 Тур Нормандии
1-й — Этап 2 Тур де л'Авенир
1-й — Этап 5 Тур Эльзаса
2-й Дорпеномлоп Рюкфен
2018
1-й Нокере Курсе
1-й Схелдепрейс
Тур Гуанси
1-й  Очковая классификация
1-й — Этапы 3 и 6
1-й — Этап 1 БинкБанк Тур
1-й — Этап 1 Тур Фьордов
1-й — Этап 4 Тур Словакии
2-й Халле — Ингойгем
10-й Бретань Классик
2019
1-й Схелдепрейс
1-й — Этап 3 Тур Турции
1-й — Этап 1 Волта Алгарви
1-й — Этап 4 Тур Калифорнии